# Chi Xun
Chi Xun (danh pháp khoa học: Anacolosa) là một chi thực vật thuộc họ Olacaceae nghĩa rộng hay họ Aptandraceae Miers (1853).

## Các loài
Chi này có 16 loài. Danh sách này chưa đủ:
- Anacolosa clarkei Pierre: Cà mơn.
- Anacolosa densiflora Beddome
- Anacolosa griffithii Mast.: Xun griffith
- Anacolosa moiorum Gagnep.: Xun thượng.
- Anacolosa pervilleana Baill.
- Anacolosa poilanei Gagnep.: Xun, cây xinh, cây xunh.